# يواسوبي
يوآسوبي هو ثنائي بوب ياباني، تأسس في عام 2019. يتكون من الموسيقي ومنتج الأسطوانات آياسي [الإنجليزية] والمغنية وكاتبة الأغاني ليلس إيكوتا [الإنجليزية]. بدأ الثنائي بإصدار أغاني تحمل شعار "رواية إلى موسيقى" مبنية على قصص قصيرة مختارة نشرت على موقع Monogatary.com وهو موقع تواصل اجتماعي للكتابة الإبداعية تديره شركة سوني ميوزيك إنترتينمنت اليابان. استخدم الثنائي مصادر أخرى فيما بعد مثل القصص المكتوبة من قبل مؤلفين محترفين، الكتب، الرسائل، المسرحيات، وغيرها.
برز يوآسوبي خلال جائحة كوفيد-19 في اليابان، حيث احتلت أغنيتهم الأولى "Yoru ni Kakeru" المرتبة الأولى في قائمة بيلبورد اليابان هوت 100 لمدة ستة أسابيع غير متتالية، وتصدرت قائمة نهاية عام 2020، لتكون أول أغنية غير متوفرة على الأقراص المدمجة تحقق هذا الإنجاز، كما حصلت على أول شهادة ماسية للبث من رابطة صناعة التسجيلات اليابانية (RIAJ). بالإضافة إلى "Yoru ni Kakeru"، منحت أيضًا ثلاث أغاني أخرى للثنائي شهادات ماسية: "Gunjō" المستوحاة من "الفترة الزرقاء"، و"Kaibutsu" التي كانت الأغنية الافتتاحية لأنمي Beastars، و"Idol" التي كانت الأغنية الافتتاحية لأنمي Oshi no Ko؛ حققت الأخيرة رقمًا قياسيًا لأطول أغنية بقاء في المركز الأول في تاريخ بيلبورد اليابان هوت 100، حيث بقيت 22 أسبوعًا غير متتالية في المركز الأول، وكانت أول فرقة يابانية تتصدر قائمة بيلبورد جلوبال 200 الولايات المتحدة، وأيضًا كانت الأغنية الـ19 الأكثر مبيعًا عالميًا في 2023 وفقًا للاتحاد الدولي لصناعة التسجيلات الصوتية (IFPI). وبفضل هذه النجاحات، تم اعتبار الثنائي ممثلًا لموسيقى الجي-بوب في عقد 2020.
أصدر يوآسوبي ثلاثة ألبومات باللغة اليابانية: The Book و The Book 2 (2021) و The Book 3 (2023)، التي احتلت جميعها المركز الثاني في قائمة ألبومات أوركون؛ وثلاثة ألبومات باللغة الإنجليزية: E-Side (2021) و E-Side 2 (2022) و E-Side 3 (2024). بالإضافة إلى ذلك، تعاون الثنائي مع أربعة من الفائزين بجائزة ناوكي: ريو شيماموتو، مِيزوكي تسوجيمورا، ميوكي ميابي، وإيتو موري—لنشر مجموعة قصصية قصيرة بعنوان "Hajimete no" في عام 2022، وأدوا الأغاني المستوحاة من كل قصة. حصل يوآسوبي على العديد من الجوائز مثل جوائز CD Shop، جوائز Japan Gold Disc، جوائز Japan Record، جوائز MTV Video Music Awards Japan، جوائز Reiwa Anisong، وجوائز Space Shower Music.